# Alexander Marshall Mackenzie
Alexander Marshall Mackenzie (* 1. Januar 1848 in Elgin; † 4. Mai 1933) war ein schottischer Architekt.

## Leben und Werk
Alexander Marshall Mackenzie war der Sohn des Architekten Thomas Mackenzie (1814–1854). Nach dem Besuch der Elgin Academy wurde er als Architekt im Büro von James Matthews (1819–1898) in Aberdeen ausgebildet, der ein Partner seines Vaters war. Danach folgte er seinem Bruder nach Edinburgh, wo er eine Anstellung bei David Bryce (1803–1876) erhielt. 1877 kehrte Mackenzie nach Aberdeen zurück und ging mit James Matthew eine Partnerschaft bis zu dessen Ruhestand 1893 ein.
Der Schwerpunkt seines Architekturbüros war der Bau von Häusern, Schulen und Kirchen im Nordosten Schottlands, darunter die St. Drostan’s Episcopal Church in Tarfside (1878), die Pitsligo Parish Church in Peathill (1889) und eine Reihe von Kriegsdenkmälern in den frühen 1920er Jahren.

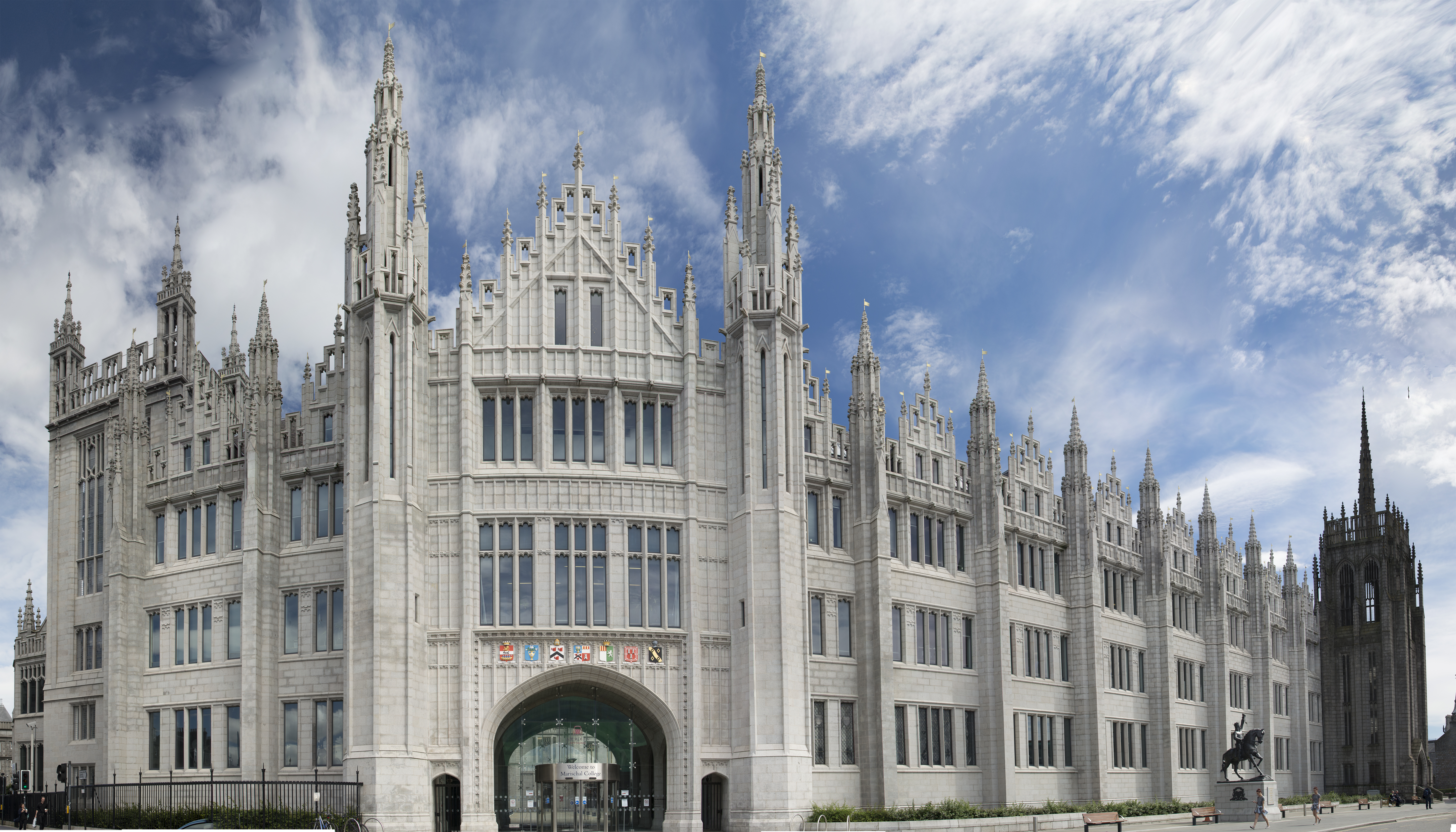
Marischal College

Mackenzie war jedoch auch für mehrere bedeutende Gebäude verantwortlich, darunter die Aberdeen Art Gallery (1883), die Hauptverwaltung der Northern Assurance Company in Aberdeen (1883) und die Gray’s School of Art (1884). Er baute 1895 die Mar Lodge für den Herzog und die Herzogin von Fife neu auf (ein wichtiger Auftrag, da die Herzogin die Enkelin von Königin Victoria war), vollendete das Marischal College (1891–1902, zweitgrößtes Granitgebäude der Welt), baute die Crathie Kirk für die königliche Familie (1893), arbeitete am Balmoral Castle (1911) und entwarf etwa zeitgleich das Denkmal für König Edward VII. in Crathie Kirk. Er war auch für die Restaurierung der St Machar’s Cathedral im Jahr 1926 verantwortlich.
1903 eröffnete Mackenzie ein Londoner Büro, das von seinem Sohn Alexander George Robertson Mackenzie (1879–1963) geleitet, aber von Mackenzie selbst aktiv betreut wurde. Zu den bemerkenswerten Gebäuden in London gehörten das Waldorf Astoria Hotel (1903) und das Australia House (1913–1918).
Mackenzie wurde 1906 von der Universität Aberdeen mit einem Ehrentitel ausgezeichnet und blieb bis eine Woche vor seinem Tod aktiv in seine Geschäfte involviert.